# Освободеният Херкулес
„Освободеният Херкулес“ (на италиански: Ercole e la regina di Lidia) е епичен приключенски филм от 1959 година на режисьора Пиетро Франчисчи с участието на Стив Рийвс, Силвия Лопес и Силва Кошчина, базиран на древногръцки легенди и драми. Филмът е копродукция на Италия, Франция и Испания.

## Сюжет
При едно от странстванията си, Херкулес (Стив Рийвс) е помолен да се намеси в противоборството между братята Етеокъл (Серджо Фантони) и Полиник (Мимо Палмара), за това кой да управлява Тива. Преди да завърши мисията, Херкулес пие от магическа отвара и е хипнотизиран от момиче от харема, което изпълнява „Танцът на Шива“. Губейки паметта си, Херкулес става пленник на Омфала (Силвия Лопес), царица на Лидия. Царицата държи различни мъже в плен докато не се отегчи от тях, след което ги превръща в статуи. Докато младият Одисей (Габриеле Антонини) се опитва да му помогне да възвърне паметта си, съпругата на Херкулес, Йоле (Силва Кошчина) изпада в смъртна опасност. Етеокъл, който се е възкачил на трона в Тива, планира да я хвърли на дивите зверове в своята арена за забавления. Херкулес убива три тигъра и успява да спаси Йоле от смъртта, след което подпомага армията на Тива да отблъсне нападателите, изпратени от Полиник. Враждата за трона между двамата братя продължава и в крайна сметка те се избиват взаимно. Овакантения трон е зает от първосвещеника Креон (Карло Д′Анджело).

## В ролите
- Стив Рийвс като Херкулес
- Силвия Лопес като Омфала, царицата на Лидия
- Силва Кошчина като Йоле
- Серджо Фантони като Етеокъл
- Мимо Палмара като Полиник
- Габриеле Антонини като Одисей
- Фулвио Карара като Кастор
- Вили Коломбини като Полидевк
- Джан Паоло Розмино като Асклепий
- Джино Матера като Орфей
- Примо Карнера като Антей
- Чезаре Фантони като цар Едип
- Даниеле Варгас като Амфиарай
- Карло Д′Анджело като първосвещеника Креон
- Фулвия Франко като Антиклея
- Колийн Бенет като момичето, изпълняващо танца
- Нандо Чичеро като Ластене